# Dig Out Your Soul
Dig Out Your Soul — сьомий студійний альбом гурту Oasis. Випущений 6 жовтня 2008 року. Перший сингл з альбому The Shock of the Lightning, написаний Ноелем Галлахером був виданий тижнем раніше, 29 вересня.

## Учасники на момент запису
- Вільям «Ліем» Галлахер— вокал
- Ноел Галлахер	— гітара, вокал, бек-вокал
- Колін «Гем» Арчер — ритм-гітара
- Енді Белл — бас-гітара
- Зак Старкі — ударні

## Список пісень
Всі пісні, крім відмічених, написані Ноелем Галлахером.
1. Bag It Up — 4:39
2. The Turning — 5:05
3. Waiting for the Rapture — 3:03
4. The Shock of the Lightning — 5:02
5. I'm Outta Time (Ліам Галлахер) — 4:10
6. (Get Off Your) High Horse Lady — 4:07
7. Falling Down — 4:20
8. To Be Where There's Life (Гем Арчер) — 4:35
9. Ain't Got Nothin (Ліам Галлахер) — 2:15
10. The Nature of Reality (Енді Белл) — 2:15
11. Soldier On (Ліам Галлахер) — 4:49

## Бонус-треки
Японський реліз:
- I Believe in All (Л. Галлахер) — 2:41
- The Turning (Alt. Version #4)	(Н. Галлахер) — 4:57

Реліз «Box Set» — Бонусний диск (CD):
1. Lord Don't Slow Me Down (Н. Галлахер) — 3:18
2. The Turning (The Jagz Kooner Remix)	(Н. Галлахер) — 4:52
3. Boy with the Blues (Л.Галлахер) — 4:40
4. Falling Down (The Chemical Brothers Remix)	(Н. Галлахер) — 4:27
5. The Shock of the Lightning (The Jagz Kooner Remix)	(Н. Галлахер) — 6:40
6. I Believe in All (Л. Галлахер)	2:41
7. To Be Where There's Life (A Richard Fearless Production)	(Арчер) — 6:24
8. The Turning (Alt. Version #4)	(Н. Галлахер) — 4:57
9. Waiting for the Rapture (Alt. Version #2)	(Н. Галлахер) — 3:01

Реліз «Box Set» — Бонусний DVD:
1. Gold & Silver & Sunshine (The Making of 'Dig Out Your Soul')
2. The Making of The Shock of the Lightning Video
3. The Shock of the Lightning video